# Maple Hill
Maple Hill és una població dels Estats Units a l'estat de Kansas. Segons el cens del 2000 tenia 469 habitants.

## Demografia
Segons el cens del 2000, Maple Hill tenia 469 habitants, 182 habitatges, i 133 famílies. La densitat de població era de 724,3 habitants/km².
Dels 182 habitatges en un 35,7% hi vivien nens de menys de 18 anys, en un 63,2% hi vivien parelles casades, en un 7,7% dones solteres, i en un 26,4% no eren unitats familiars. En el 24,2% dels habitatges hi vivien persones soles l'11,5% de les quals corresponia a persones de 65 anys o més que vivien soles. El nombre mitjà de persones vivint en cada habitatge era de 2,58 i el nombre mitjà de persones que vivien en cada família era de 3,04.
Per edats la població es repartia de la següent manera: un 29% tenia menys de 18 anys, un 4,9% entre 18 i 24, un 31,3% entre 25 i 44, un 19,4% de 45 a 60 i un 15,4% 65 anys o més.
L'edat mediana era de 35 anys. Per cada 100 dones de 18 o més anys hi havia 94,7 homes.
La renda mediana per habitatge era de 46.875 $ i la renda mediana per família de 53.393 $. Els homes tenien una renda mediana de 38.750 $ mentre que les dones 26.667 $. La renda per capita de la població era de 17.048 $. Entorn del 9,3% de les famílies i el 6,6% de la població estaven per davall del llindar de pobresa.

## Poblacions més properes
El següent diagrama mostra les poblacions més properes.